# 조직침묵

## 개념 및 정의
조직 구성원들은 직무를 수행하는 과정에서 특정한 사안이나 사건등이 발생하였을 때 자신의 견해와 아이디어, 정보 전달 방식을 결정하는 상황에 처하게 된다.
이러한 상황에서 조직 구성원들은 조직을 위한 발전적 의견 혹은 사실을 발언 하는 대신 의도적․전략적으로 침묵을 선택하기도 하는데, 이를 조직침묵 현상이라 할 수 있다.
조직침묵이라는 용어를 처음 제안한사람은 Morrison, Elizabeth Wolfe이다.
이후 Pinder & Harlos는 Morrison, Elizabeth Wolfe 의 연구를 바탕으로 조직차원이 아닌 개인차원에서 조직침묵을 바라볼 필요가 있다는 것을 강조하며
종사원침묵(employee silence)이라는 용어를 제안한다.
Pinder & Harlos가 제안한 종사원침묵이란 ‘조직의 상황에 대하여 개별 구성원이 개선이 필요하다는 인식이 있음에도 불구하고 이에 대한 개인의 행위적,인지적,정서적 이유로 인해 의도적으로 표현하지 않는 것’이다.
Morrison, Elizabeth Wolfe와Pinder& Harlos가 조직 내 침묵 현상을 조직차원과 개인차원으로 각각 제안한 이후, 침묵에 대한 연구들이 진행되었으나 침묵대상에 대한 초점이 확실치 않고 측정이 난해하다는 이유로 다양한 상황에서의 적용은 다소 제약이 있었다.
이러한 상황에서 Van Dyne,Ang & Botero는 조직침묵 현상은 발언할 의견이 없기 때문에 침묵하는 경우와는 구별되는 개념이라는 점을 강조하고, 침묵 현상을 구체적으로 측정하기 위한 대전제로 다음과 같은 내용을 제안한다.
```
1.구성원은 조직이나 직무수행과 관련된 의견이나 문제인식이 존재한다.
2.상관 혹은 구성원과 직접 대화하는 과정에서 의도적으로 침묵을 선택한다.
```

이를 토대로 Van Dyne,Ang & Botero는 종사원 침묵(employee silence) 이란 ‘구성원이 불합리한 상황에 체념하거나 자신에게 돌아올 불이익을 회피하기 위하여 의도적으로 침묵하는 행동’ 이라고 개념화하였다.
또한 Van Dyne,Ang & Botero는 Pinder & Harlos와 Morrison, Elizabeth Wolfe 의 논의를 보다 확장하여 발언과 침묵에 대한 개념을 구조화하였다. 또한 침묵을 세 가지에 기반 한 유형, 체념에 기반, 방어적 기제에 기반, 협력을 기반으로 한 이타심으로 구분하였고, 이를 구체적 설문문항으로 제시하였다.
현재까지 조직침묵과 관련한 정량적 연구의 대부분은 Van Dyne,Ang & Botero가 제시한 문항을 도입하고 재구성하여 사용하고 있다.

## 원인

### 감정 손상이나스트레스에 대한 회피
커뮤니케이션 상에서 받게 되는 감정적 손상이나 스트레스를 회피하기 위해 침묵하는 것이다. 이는 특히 리더의 커뮤니케이션 스킬이 떨어질 경우 빈번히 발생한다. 예를 들어 회의 시 팀원들의 의견에 면박을 주거나 바로 부정적 의사를 표현하는 경우가 그렇다. 이 때 구성원들은 모욕감이나 무시 받는 기분을 느끼며 정신적 스트레스를 받게 된다. 이러한 소모적 스트레스가 지속되면 사람들은 부정적 피드백을 회피하려는 성향이 발생하여 결국은 말을 하지 않게 된다.
또한 어떠한 아이디어를 말할 때 칭찬이나 인정 등 기대한 만큼의 보상이 있어야 하지만 보상책이 기대 이하로 나타나게 되면 굳이 말을 해야 할 필요성을 느끼지 못하게 된다. 자신의 아이디어를 리더의 아이디어처럼 보고하는 등 아이디어 제공자로서의 보상을 제대로 받지 못하면 억울함을 느끼게 되며 결국 아이디어가 있어도 침묵을 지키게 된다. ‘감정 상하느니 피하는 것이 상책’이라는 심정으로 말을 않고 결국에는 리더의 의견에 동조하지 않으면서 형식적으로만 맞장구를 쳐주는 경우가 발생하는 것이다.

### 말을 해도 반영이 되지 않는다는 무기력감
말을 해도 반영이 되지 않는다면 구성원들은 학습된 무기력에 빠져 말을 하지 않게 된다. 학습된 무기력이란 내 의지로 통제나 제어가 안 된다고 생각하여 시도조차 하지 않고 포기하는 상황을 말한다. 서커스단의 코끼리는 아기 때부터 다리를 쇠사슬로 묶어 놓는다. 아기 코끼리는 자신의 힘으로는 쇠사슬을 끊을 수 없다는 것을 학습한다. 결국 다 성장하여 쇠사슬을 끊을 힘이 충분해도 도망갈 생각을 하지 않는다고 한다. 이처럼 리더가 열심히 듣고 나서도 전혀 반영을 하지 않는 행동이 반복되면 부하 직원들은 자연스레 말해 봤자 소용이 없다는 사실을 학습하게 되고, 침묵을 강화하게 되는 것이다.
이러한 현상은 상사 스스로 ‘자신이 부하 직원보다 더 많은 것을 알고 있다‘고 생각을 하는데 그 원인이 있다. 특히 고학력자인 상사들은 자신의 지식과 전문성에 자신감을 느껴, 부하 직원들의 의견을 하찮게 여기는 경향들이 발생할 수 있다. 또한 자존심이 강한 리더들은 자신의 의견과 다르거나 자신이 생각지도 못했던 부하 직원의 의견을 반영하면 마치 ‘자신이 졌다’라는 생각에 자존심에 상처를 입게 된다. 특히 신입사원들이 의견을 내면 제대로 경청하지 않는 현상이 종종 나타나기도 한다. 이러한 경우 듣기만 하고 올바른 경청은 이루어지지 않아, 결국 구성원들은 말해도 소용없다는 것을 학습하게 되는 것이다.

### 소신 있게 이야기함으로써 대다수의 구성원에게 왕따가 될 것에 대한 두려움
왕따나 조직 내 이단자로 찍히는 것이 두려워서 말을 안 하는 경우도 있다. 이런 현상이 발생하게 되는 원인은 우선 뿌리 깊은 조직 논리가 형성되어 조직 이기주의가 발생하게 된 데 있다. 조직 이기주의는 조직 내부의 논리를 우선하게 되어 새로운 환경 변화를 무시하거나 경시하는 현상을 의미한다. 그 결과 관성에 젖어 타성으로 조직이 운영되고, 성공 체험에 매몰되어 전례만 중시하는 조직이 되어버리는 것이다. 이러한 현상은 기존 조직 논리에 익숙해져 변화 없이 편하게 안주하려는 습성 때문에 발생하게 된다.
이와 같이 조직 이기주의가 팽배해지면, 구성원들은 조직 논리를 깨는 이야기를 하는 것에 대한 상당한 위험을 가진다. 그러한 이야기를 하는 것은 조직 질서를 무너뜨리고 이는 곧 전례를 부정한다는 의미로 받아들여지기도 한다. 따라서 소신 있게 이야기함으로써 다른 사람들이 나를 부정적으로 인식하게 되는 것은 아닌가 걱정하는 것이다. 결국 구성원들은 침묵하고 조직 논리에 묻어가는 것이 안정적인 회사생활을 하는 것이라고 생각하여, 편안한 길을 선택하는 것이다.
집단의 압력이 강해지면 자신의 뜻과 맞지 않더라도 대부분의 사람들이 집단 압력에 굴복하게 된다고 한다. 집단에서 인정받고 싶고, 소외되는 것에 대한 두려움 때문이다. 특히 집단주의 문화 속에서는 동조율이 더 높게 나타난다고 한다. 정서적 유대가 강한 내집단에서 동조 현상이 현저하게 높게 나타나는 것이다. 집단 속에서 관계적 갈등을 형성하게 되면 결국 나만 피해자가 된다는 생각 때문에 대다수의 의견에 대한 비자발적 동조를 침묵을 통해 표출함으로써 집단의 일원이 되고자 하는 것이다.

### 리더에게 부정적 평가를 받을 것에 대한 두려움
상사에게 내 본연의 능력보다 더 안 좋은 평가를 받게 될까봐 말을 하지 않는 경우도 있다. 사람들은 누구나 타인에게 좋은 인상을 심어주고자 노력한다. 특히 조직에서는 실력이 곧 좋은 인상이기 때문에 평가권을 지니고 있는 상사에게는 똑똑한 모습을 보이기 위해 노력한다. 그런데 잘못된 의견을 내거나 타인으로부터 자신의 의견에 대해 공격을 받으면 상사에게 부정적 고정관념을 형성하고 평가에도 안 좋은 영향을 미치게 될까봐 두려움을 느끼게 된다. 이러한 현상이 나타나게 되는 원인은 회의의 분위기나 상사의 커뮤니케이션 능력에 있다. 즉 서로의 아이디어를 북돋우며 칭찬하는 분위기가 아닌, 아이디어를 바로 비판하고 평가해버리는 회의 분위기에서는 구성원들이 침묵하게 되는 현상이 나타난다. 특히 상사가 회의 석상에서 바로 개인별 평가를 하거나 이러한 평가를 공공연하게 말할 경우 구성원들은 자유롭게 자신의 의견을 내놓지 못하게 된다. 특히 상사의 전문성이 상당히 뛰어나 내가 전문 지식을 기반으로 논쟁해서 이길 자신이 없을 경우 섣불리 이야기했다가 ‘틀렸다’고 지적 받고 부정적 고정관념을 형성하느니, 차라리 말을 안 하고 상사의 의견에 동조하는 태도를 보이면 중간이라도 갈 것이라는 생각이 앞서게 되는 것이다. 특히 상사가 포함되어 있는 내집단에 속하지 못하고 외집단에 속해 있는 경우, 침묵이 더욱 강화된다. 상사에게 내 의견을 말했다가 평가가 왜곡될 위험을 감수하느니, 동조하진 않더라도 내 의견을 무시하고 상사 의견에 맞춰주는 태도를 취하게 되는 것이다.

### 윗사람에 대한 복종과 침묵이 미덕이라고 여겨졌던 사회문화적 특성
이 경우에는 한국 등의 유교 문화권이나 윗사람에 대한 예의가 중요시 되는 국가에 나타나는 조직 침묵의 원인이다. 말을 아끼고 침묵하는 것이 미덕이자 예의라고 생각했던 사회문화적 특성도 한 원인으로 볼 수 있다. 이러한 사회에서는 어른들에게 말대꾸하는 것이 매우 예의에 어긋나는 행동이라고 가르친다. 그 결과 어른의 의견에 동조하지 못하더라도 말대꾸를 하지 않고 무조건적인 복종을 하게 된다.
문제는 수직적인 사회 문화적 특징들이 조직에서는 반드시 바람직하지만은 않다는 것이다. 최근에는 수평적 관계를 지향하고, 일을 하는데 있어 누구나 자유롭게 의사표현을 하는 것을 중시하고 있다. 그러나 과거 사회문화적 성격을 지닌 조직 구성원들은 새로운 커뮤니케이션 방법에 어려움을 겪고 있는 것이다. 조직은 수평적 관계를 지향하며 자유로운 의사소통의 분위기를 요구하지만, 여전히 위계적이고 수직적인 가치관들은 구성원들이 입을 다물게 만드는 하나의 원인으로 작용하고 있는 것이다.

## 사례

### 조직침묵의 부정적 사례
병원조직구성원의 조직침묵현상과 이직의도에 미치는 영향을 알아보기 위한 실증 연구.
- 연구배경: 다양성과 이질성이 높은 조직, 기술적ㆍ전문적 개별성이 뚜렷한 업무의 특성상 구성원간 높은 상호의존성 등 병원 조직의 특수한 성질에 의한 조직 내부의 문제 파악과 발전적인 조직관리 방향 설정을 위함.
- 설문대상: 부산시내 국공립 병원, 종합병원, 중소병원, 전문, 특성화병원에 재직중인 의사,약사,간호사,간호조무사,의료기사,원무,행정직원,기타직원 총 203명
- 설문기간: 2011년 9월 ~ 2011년 10월
- 연구방법: 총 37개의 항목으로 구성되어 있는 설문을 통해 조직침묵, 조직냉소주의, 자기효능감, 이직의도의 관계를 도출.
- 연구내용:

병원조직구성원의 조직침묵의 유형으론 현재의 상황을 단념하고, 그 상황을 바꾸거나 노력할 의지가 없는 체념침묵과 부정적 피드백을 피하고자 노력하며 두려움에 자기보호로써 아이디어.의견을 표하지 않는 방어침묵 등이 있다.
조직침묵이 이직의도에 미치는 영향을 알아보기 위해 이직의도를 종속변수로 투입하고, 독립변수로는 조직침묵을 투입하여 회귀분석을 실시한 결과
0.16 즉 16%의 R²(결정계수)값을 보이며 조직침묵이 이직의도에 유의미한 정의 영향을 미치는 것으로 확인되었다
조직침묵과 조직냉소주의와의 관계를 알아보기 위해 조직냉소주의를 종속변수로 투입하고, 독립변수로는 조직침묵을 투입하여 회귀분석을 실시한 결과
0.473 즉 47.3%의 R²(결정계수)값을 보이며조직침묵이 조직냉소주의에 유의미한 정의 영향을 미치는 것으로 확인되었다.
또한 조직침묵과 이직의도에 자기효능감이 미치는 영향을 알아보기 위해 자기효능감을 기준으로 두 집단으로 분류하고
이직의도를 종속변수로, 조직침묵을 독립변수로 투입하여 회귀분석을 실시한 결과 자기효능감이 낮은 집단에서 조직침묵과 이직의도 간에 강한 조절효과를 확인할 수 있었다.
즉 자기효능감이 낮은 집단이 높은 집단에 비해 조직침묵주의와 이직의도간의 관계성이 높음이 확인되었다.
자기효능감이 높은 집단은 스스로를 통제하고 조직에 적응하는 힘이 강하여 조직침묵과 이직의도 간의 관계가 상대적으로 적게 나타나고 있지만,
효능감이 낮은 집단은 스스로의 통제력이 약하기 때문에 침묵주의가 강하면 이직의도로 이어질 수 있다는 것이 증명되었다.
- 연구결과:

```
1. 조직침묵이 이직의도에 유의미한 정의 영향을 미친다 (결정계수값 0.16)
2. 조직침묵이 조직냉소주의에 유의미한 정의 영향을 미친다 (결정계수값 0.473)
3. 자기효능감이 낮은 집단이 높은 집단에 비해조 직침묵주의와 이직의도간 관계성이 높다.
```

#### 경영학적 시사점
1.기존 직원 이직으로 인한 인력부족ㆍ직무인계 비용 발생
2.신규 직원 채용에 소모되는 채용공고ㆍ면접비용 발생
3.직원 채용 이후 소모되는 교육비용 발생
4.기존 직원간 유대감 상실 및 전문성 감소
5.이직으로 인한 업무 분위기 혼란 및 부정적 감정의 감정전염 확산
즉, 병원 경영자의 관점에서 제공하는 서비스의 전문성 하락과 인적자원 유지ㆍ관리비용의 추가 발생을 통해 수익성 하락 위험이 증가한다.
병원의 조직적 성격은 매우 특수하다. 대형화 되고 있는 규모와 특수성이 있는 건물, 설비, 고가의 의료장비를 갖춘 고도로 자본집약적인 조직이며
복잡한 전환과정을 거쳐 서비스를 생산해내는 조직체이다.
때문에 병원이라는 조직은 조직침묵이 이직으로 이어지는 경우에 타 조직에 비해 큰 영향을 받는다는 점을 주목할 필요가 있으며
조직의 전문성이 심화되는 현재의 상황에서는 병원 외의 다양한 분야의 조직에서도 적용될 수 있는 연구이다.

### 조직침묵의 긍정적 사례
대한항공 [사례] ‘땅콩회항사건’ '대한항공 086편 회항 사건'
대한항공 조양호 회장의 장녀인 조현아 전 부사장이 2014년 12월 5일 뉴욕발 대한항공 1등석에서 마카다미아를 봉지째 가져다준 승무원의 서비스를 문제삼으며 난동을 부린 데 이어, 이륙을 위해 활주로로 이동 중이던 항공기를 되돌려 수석 승무원인 사무장을 하기(下機)시키면서 국내외적으로 큰 논란을 일으킨 사건이다. 조 전 부사장의 이 같은 행동으로 당시 같은 비행기에 탑승했던 250여 명의 승객들은 출발이 20분가량 연착되는 불편을 겪었다.
대한항공은 이처럼 오래 전부터 수직적인 관계를 중시하는 위계적 문화가 뿌리 깊게 형성되어 있었던 것으로 보인다. '오너가 바로 회사'라는 문화가 뿌리 깊게 박힌 기업은 위계적이고 수직적인 문화가 형성될 가능성이 더 높다. 대한항공은 부사장이 땅콩 회항 사태를 촉발한 뒤 이를 덮기에 급급했다. 담당 상무는 부사장의 잘못을 정확하게 인식하기보다는 무조건 사건을 은폐하려 하였고, 그 결과가 사건을 더욱 눈덩이처럼 크게 키우는 결과를 초래하였다. 대한항공의 이러한 기업문화는 ‘조직침묵’이 생기지 않을 수가 없는 문화이다. 조직 내 침묵 현상은 1차적으로 리더의 커뮤니케이션 능력 부재에서 시작된다. 부하직원이 직언을 하거나 자기와 다른 이야기를 내 놓았을 때 모욕감이나 무시하는 발언을 통해 부정적 피드백을 계속 주게 된다면 부하 직원은 결국 말을 할 수 없게 된다. 또한 부정적 피드백이 아니라 할지라도 팀원들의 적극적 아이디어에 긍정적 피드백을 주면서 실제로는 피드백처럼 리더가 전혀 실행에 옮기지 않는다면 당연히 팀원들은 말을 하고 싶어 하지 않게 된다. 말해도 소용이 없기 때문이다. 리더의 이런 부적절한 반응과 더불어 다양한 아이디어를 제시하고 올바른 비즈니스를 위해 투절하게 투쟁하는 직원들은 승진이 안 되고 조용히 리더의 말만 따른 이들이 임원이 되는 인사 시스템도 조직 내 침묵 현상을 불러일으킬 수 있다. 거기에 상사에게 복종은 미덕이라는 유교적 문화까지 조직 문화에 뿌리 깊게 박혀 있게 된다면 침묵의 시간을 길고 깊어 질 수밖에 없다.
조직 침묵 현상이 기업에 끼치는 부정적 영향으로는 조직 구성원의 의사소통이 단절이 돼 대부분의 결정에 창의성이 결여될 가능성이 높다는 것을 들 수 있다. 또한 리더의 결정에 오직 yes만을 외치는 기업 문화로 인해 리더가 한 번이라도 의사결정에 있어 실수를 하게 된다면 부정적인 결과를 맞게 된다. 그리고 그러한 조직문화의 반복으로 인해서 조직의 전체적인 문화는 화목하고 자유로운 분위기가 아닌 냉소문화, 즉 조직에 대한 환멸과 실망, 좌절감을 갖게 된다. 대한항공이 조직침묵 현상이 일어나고 있는 대표적인 수직적 문화의 기업이라고 볼 수 있다. 대한항공 CEO의 딸로 어린 나이에 대기업의 부사장의 자리에 앉은 ‘조현아’는 어려서부터 못 누려본 것이 없는 사람이었다. 그런 사람의 지휘 아래 부하 직원들은 상사의 갑질 경영에 지칠 때로 지쳐있을 테고 상사와의 자유로운 의사소통은 배제된 채 형식적이고 사무적인 대화, 그리고 수동적인 대화만 이루어질 뿐이었다. 그러던 터 ‘땅콩 회항 사건’으로 인해 대한항공사의 직원들은 지금까지 쌓아왔던 불만들을 토로했고 대한항공의 수직적인 기업문화가 당장 변해야 한다는 목소리가 여기저기서 들려오기 시작했다. 그에 따라 대한항공의 회장인 조양호 회장은 대한항공의 잘못된 시스템과 기업구조를 개편하겠다고 의사를 밝혔다.
조 회장의 주문은 대한항공의 경직된 조직문화 개선과 경영진의 인식변화를 주문하는 데 집중됐다. 조 회장은 "항공산업은 항상 변화에 앞서 나가야만 살아남을 수 있다"며 "대한항공의 문제로 지적되는 소통 부분도 마찬가지로 적극적으로 개선해 나가야 한다"고 강조했다. 그는 "회사가 어려울수록 임원들부터 솔선수범하고 직원들의 마음을 얻는 노력을 해야 한다"며"직원들과 유연한 소통과 공감을 통해 잘못된 시스템과 문화를 개선하는데 주력해 나가자"고 말했다. 조 회장은 현장경영의 중요성도 강조했다. 그는 "현장을 직접 나가보지 않고 문제점과 개선방안을 알지 못한다"며 "직접 현장에서 고민하고 달라지는 모습을 보여 달라"고 주문했다. 조 회장은 조현아 전 부사장 사건을 의식한 듯 원칙을 흔들지 않으면서도 합리적 융통성이 필요하다는 점도 언급했다. 조 회장은 "서비스란 개개인을 대상으로 이뤄지는 것이기 때문에 일관성이 중요하면서도 합리적 범위 내에서 융통성도 필요하다"며 "일관성을 위한 규정을 만들었으면 단순히 지시로만 끝나지 말고 어떤 필요성 때문에 만들어졌는지를 설명하고 어디까지 유연성을 발휘해도 되는지를 직원들에게 알려 달라"고 주문했다. 조 회장은 대한항공의 경영상황과 관련해 위기의식을 가져달라고 당부했다. 대한항공은 지난해 영업실적이 개선되기는 했지만 유가급락 등 외부요인의 덕이 컸다. 조 회장은 "항공사 경쟁이 치열해지고 저비용항공사가 성장하고 있는 현재 상황을 결코 낙관할 수 없다"며 "시장을 선도해 나가기 위한 실질적 대책을 수립하고 이를 이행해 나가야 한다"고 강조했다. 그는 이를 위해 관행적 업무 방식을 버리고 효율성과 생산성 향상에 기초한 업무 프로세스 개선을 주문했다. 조 회장은 "자신감과 근성으로 회사가 장기적으로 살아남고 성장할 수 있도록 역량을 하나로 모아주기 바란다"고 당부했다.
조양호 한진그룹 회장은 일명 '땅콩 리턴' 사태와 관련해 임직원들에게 사과하면서 "사내에 '소통위원회'를 신설해 회사 운영 전반에 걸쳐 획기적인 쇄신을 이루고 불합리한 제도와 관행을 바꾸겠다"고 밝혔다.
조 회장은 5일 서울 공항동 대한항공 본사에서 시무식을 열고 "조만간 회사 내 각 부문 및 사외의 덕망 있는 분들로 소통위원회를 구성하고 얼굴을 맞대며 의견을 수렴해 기업문화를 쇄신하겠다"고 말했다. 이를 통해 "회사 운영시스템을 다시 점검하겠다"고 혁신 의지를 드러냈다.

조양호 회장의 기업문화 개편 정책은 이전에는 없어 왔던 의사소통의 자유와 그로 인한 조직침묵의 해소, 결과적으로는 수직적 구조에서 수평적 구조로 나아가겠다는 의지를 밝힌다고 볼 수 있다. 물론 ‘땅콩회항사건’이 터지고 나서 기업 내부의 문제를 인식한 후 개편을 추진한 것에 대해서는 늦은 감이 없지 않아 있지만 문제 인식 후 바로 문제를 해결하려는 시도와 노력은 훌륭하다고 볼 수 있다. 조양호 회장의 이러한 노력과 대응능력으로 인해 대한항공사의 조직침묵 현상은 극복될 수 있을 것이라고 보고 이번 사건으로 등 돌린 대중의 환심을 다시 한 번 살 수 있을 것이라고 기대된다.

#### 경영학적 시사점
1. 자유로운 아이디어 교환 즉, 의사소통의 자유를 통해 창의성 확립
2. 적절한 피드백으로 인해 더 나은 의사결정 가능
3. 조직 냉소주의에서 벗어나 기업을 내집단으로 인식
4. 공정한 승진제도와 임금인상제도 등으로 인한 직원들의 사기 증가 (동기부여)
5. 직원간의 유대감 상승, 이직률 하락

### MS사의 사례
MS는 조직침묵을 극복한 대표적인 사례다. 이전까지 MS는 각 사업부 사이의 불신이 높아 의사 결정이 느리고 협력도 잘 이뤄지지 않는다는 지적을 받아왔다. 이러한 점을 극복하기 위해 2014년 초, MS는 새로운 CEO로 사티아 나델라를 선임했고 나델라는 이러한 직원들 간의 침묵과 불신을 깼다.
우선 나델라는 CEO 선임 3개월 전 인사평가에 써오던 사내경쟁시스템 ‘스택랭킹’을 과감히 폐지했다. 점수로 사람을 평가해 줄 세우는 문화를 없애면서 당당하게 직원이 잘못된 결정과 방향을 인지하고 의견을 말할 수 있도록 한 것이다. 그리고 또 나달리는 직원들에게 칭찬을 해주고 자신감을 불어넣어주면서 침묵했던 직원들이 입을 열게 하고 혁신을 만들어내게 했다. 이러한 과정에서 MS 직원은 자신이 새로운 무언가를 만들고, 세상을 바꾸는 일을 한다는 뿌듯함과 자신감을 느끼고 있다. 실제로 사무적으로 일을 했다는 작년 행사와 달리 올해 열린 MS 개발자 행사 ‘빌드 2015’ 에서는 축제 분위기로 진행되었고 각 부서가 견제하던 지난 분위기와는 달리 서로의 제품을 칭찬하고 축하해주는 분위기였다.

#### 경영학적 시사점
1. 조직 내 과도한 경쟁과 성과주의는 조직침묵을 야기할 수 있다.
2. 독단적이고 강압적인 태도역시 조직침묵을 야기한다.
3. 협력을 중시하고 직원을 칭찬하는 태도는 조직침묵을 미연에 방지하며 조직원으로부터 다양하며 창의적인 의견들을 나올 수 있게 한다.